# Hermine Laukota

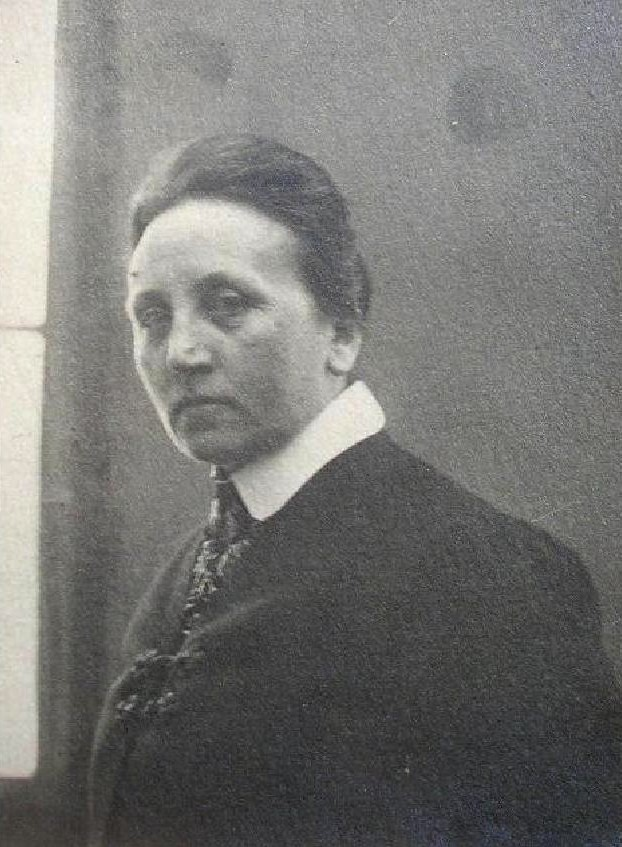
Hermine Laukota

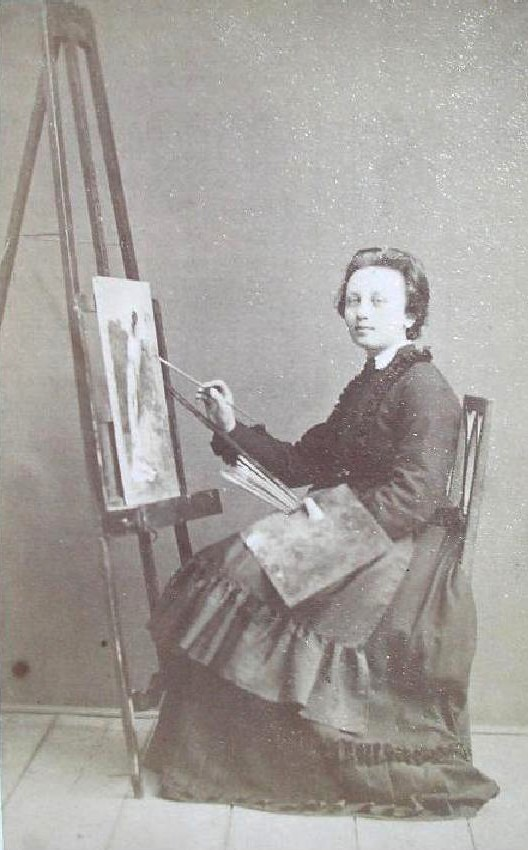
Hermine Laukota vor 1918

Hermine Laukota (Hermina Cecilia Josepha Laukota, auch Hermína Laukotová; * 24. Januar 1853 in Prag, Kaisertum Österreich; † 17. Januar 1931 ebenda) war eine deutsch-böhmische Malerin und Grafikerin.

## Leben
Hermine Laukota war eine Tochter des Chirurgen Josef Laukota (1809–1882) und dessen Ehefrau Antonia Laukota (geb. Riedel, auch Riedl; 1829–1904). Die Mutter stammt aus der österreichischen Glashändler- und Großindustriellenfamilie Riedel. Der Maler Wilhelm Riedel war Hermines Onkel.
Ihre künstlerische Ausbildung erhielt sie zunächst in ihrer Geburtsstadt Prag bei Karel Javůrek, Jenny Schermaulová, Jan Swerts und Jan Brandeis. 1882 setzte sie ihre Studien bei Gustave Reynier in Paris fort, 1884 bei Charles Verlat in Antwerpen und 1885 bis 1887 bei Ludwig von Herterich in München. In München wurde sie zudem von Doris Raab in die Grundlagen der grafischen Techniken eingeführt. Kurzzeitig wurde sie auch von deren Vater Johann Leonhard Raab und – während eines Aufenthalts in Wien 1888 – von William Unger gefördert.
Ab 1887 lebte Laukota wieder als Malerin und Grafikerin in Prag. Dort wohnte sie in der Katharinagasse 42. Sie unterrichtete andere bildende Künstlerinnen und war Gründerin und Leiterin der „Deutschen Kunst-Übungsstätte für Frauen“. Zu ihren Schülerinnen gehörte unter anderem die Malerinnen Marie Gardavská (1871–1937), Lilli Gödl-Brandhuber (1875–1953) und Elisabeth Kranz-Gerhard (1870–1942). Neben der Malerei beschäftigte sich Laukota auch mit Keramik und leitete eine Kunsttöpferei im Schlick’schen Palais in Prag.
Laukota engagierte sich in einer Reihe von Künstlergruppen, insbesondere Vereinigungen deutschsprachiger Künstler aus Böhmen, und nahm an deren Ausstellungen teil. So stellte sie unter anderem mit dem „Kunstverein für Böhmen“ (Krasoumná jednota) aus, wobei sie das Pseudonym Jan Textor verwendete. 1895 wurde sie ordentliches Mitglied des „Vereins deutscher bildender Künstler in Böhmen“. Sie wirkte im Ausschuss des deutschen Prager Vereins „Frauenfortschritt“ (Section für Kunst und Kunstgewerbe), für den sie auch Kunstkurse leitete. Sie war außerordentliches Mitglied des Kunstvereins München und beschickte internationale Ausstellungen in München, Berlin und Stuttgart. Im Dresdener Kunstsalon Lichtenberg waren 1894 eine Reihe ihrer Bilder, Studien und Skizzen zu sehen. In Wien präsentierte Laukota ihre Werke in den 1890er Jahren mehrfach im Künstlerhaus und nach der Jahrhundertwende als Gast der Acht Künstlerinnen im Salon Pisko. Sie trat als ordentliches Mitglied der Vereinigung bildender Künstlerinnen Österreichs (VBKÖ) bei, als diese 1910 gegründet wurde und nahm an deren ersten Ausstellungen teil. 
1908 wurde Laukota mit dem Goldenen Verdienstkreuz mit der Krone ausgezeichnet.
Hermine Laukota starb 1931 im Alter von 77 Jahren in Prag. Sie wurde im Familiengrab am Friedhof Olšany beerdigt.
Bei einer Gedächtnisausstellung 1933 in Prag, veranstaltet vom „Verein deutscher Malerinnen“ im Kunstverein für Böhmen, wurden 130 ihrer Werke gezeigt. 2020 präsentierte die Nationalgalerie Prag den Radier-Aquatinta-Zyklus Erdendunst in der Einzelausstellung Hermína Laukotová: Evaporations.

## Werk

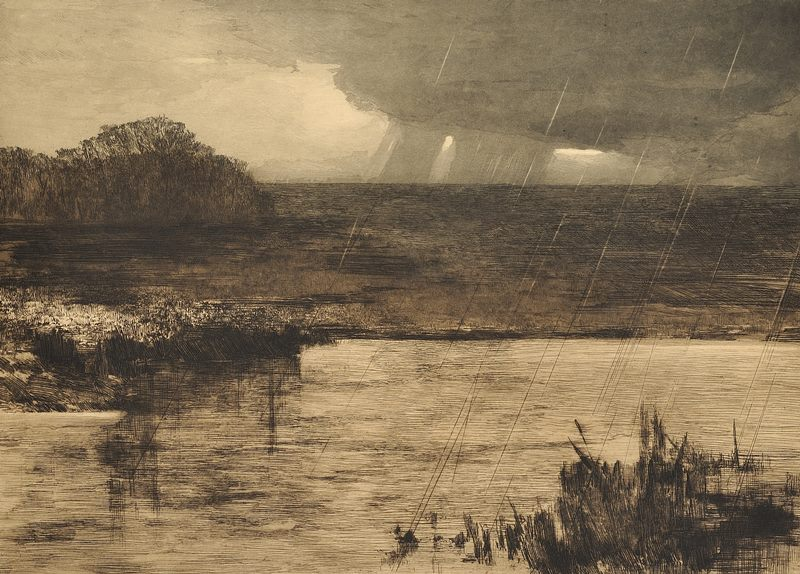
Hermine Laukota: Regentag (1899)

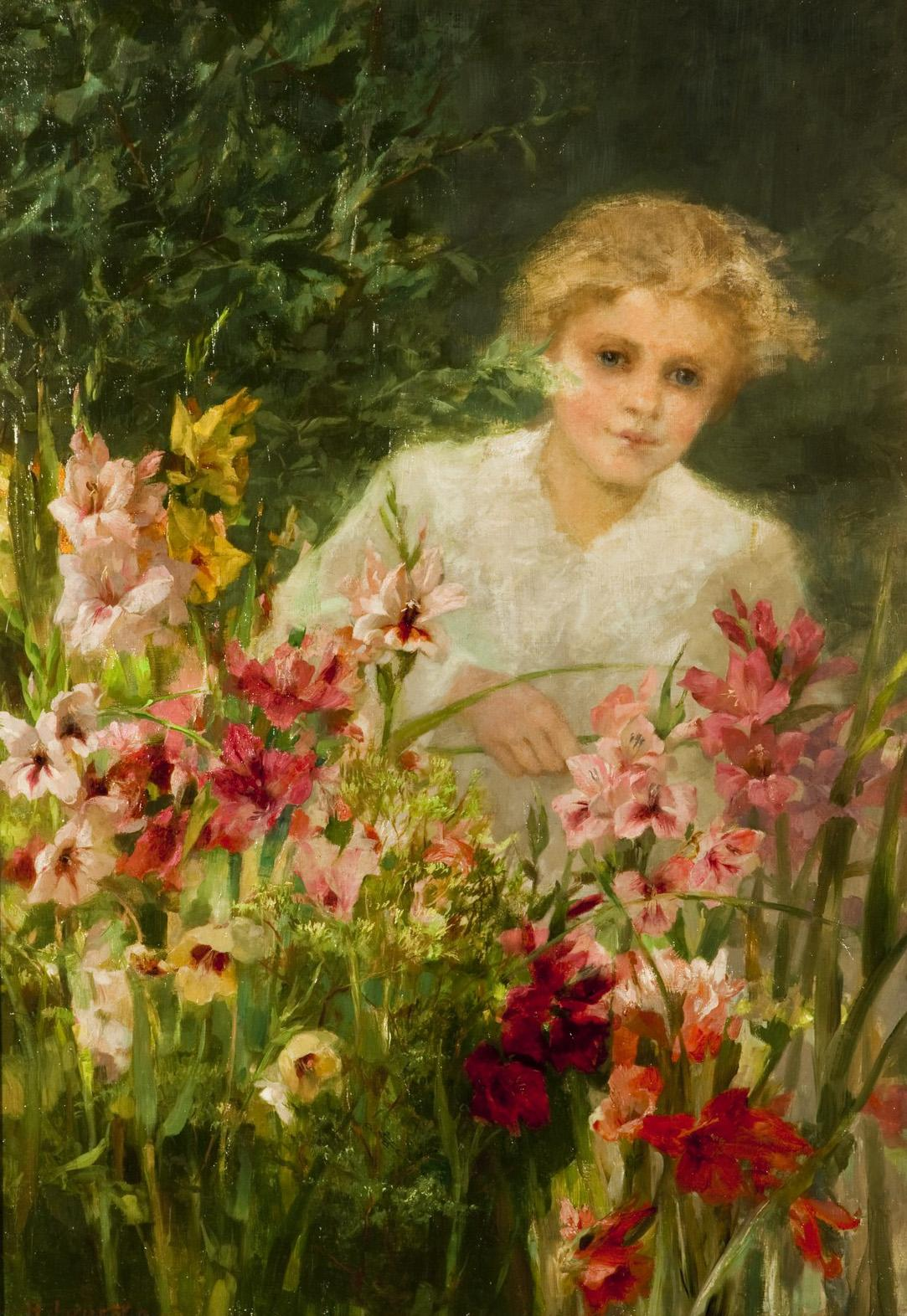
Mädchen zwischen Schwertlilien

Hermine Laukota wirkte als Malerin (vor allem Öl, Pastell) und Grafikerin (Radierungen, Lithografien, Algraphien). Sie schuf hauptsächlich Genrebilder, Allegorien, Porträts und Blumenstücke.
Laukota war auch als Illustratorin tätig. Arbeiten von ihr erschienen in von der Gesellschaft für vervielfältigende Kunst herausgegebenen Publikationen wie der Zeitschrift Die Graphischen Künste, weiters unter anderem in der Zeitschrift für bildende Kunst und dem illustrierten Unterhaltungsblatt Über Land und Meer.
Der zeitgenössische Kunsthistoriker Karl Masner konstatierte 1897, dass Laukota „in malerisch empfundenen Compositionen sich mit Vorliebe auf transcendentalen Höhen bewegt“. Karl Krattner schrieb im Juni 1900 nach Betrachtung ihres Zyklus Erdendunst in einer Prager Kunstausstellung: „Vor ihren Phantasien kann sich der Beschauer von der realen Welt loslösen, ihrem Gedankengang folgen und ihn weiterspinnen. Es sind ganz gewiß sehr verdienstvolle Arbeiten.“
Werke (Auswahl)
- Grossmutter und Enkelin, Öl, 1889 Akademische Kunstausstellung Berlin
- Am Ufer der Lethe, Radierung, 1890 Kunstausstellung Berlin
- Der Mikroskopiker, Radierung, 1890 Veröffentlichung in Die Graphischen Künste[20]
- Madonna als Trösterin (Maria erscheint einem Mädchen, das vor einem Bildstock bei einem Sterbenden kniet), Öl, „Signatur H. Lankota“, 1890 Ausstellung Dresdener Kunstverein, 1891 Wiener Jubiläumsausstellung und Internationale Kunstausstellung Berlin[21]
- Müde (im Wald ausruhender alter Mann), 1892 Münchner Jubiläumsausstellung, 1893 Akademische Kunstausstellung Berlin
- Im Kampf um die Wahrheit und Morgenstimmung, Öl, 1892 Internationale Kunstausstellung München[22]
- Goldregen, Pastell, 1894 Ausstellung Wiener Künstlerhaus
- Reizende Päonien, 1894 Ausstellung Wiener Künstlerhaus[23]
- Prometheus, Vor dem Forum der Vernunft und Der Tempel zu Sais, Radierungen, 1894 Ausstellung Wiener Künstlerhaus[24]
- Aus einem trauten Heim (Genrebild mit Großvater und Enkel), Schneerosen (Mädchen auf mit Schneerosen bedecktem Balkon) und Im Lebensgedränge, 1897 Kunstausstellung Prag[25]
- Erdendunst, Zyklus von 8 Blättern, in Anlehnung an den ersten Vers aus Goethes Gesang der Geister über den Wassern[26]
  - Erwachen
  - Märzsturm
  - Heiterer Tag
  - Ziehende Nebel
  - Ringen, 1898, Aquatinta auf Papier, 42 × 57 cm, Nationalgalerie Prag
  - Stumpfe Ruhe, 1898, Aquatinta auf Papier, 40 × 65 cm, Nationalgalerie Prag
  - Abendgewölk, 1898, Aquatinta auf Papier, 42 × 57,2, Nationalgalerie Prag
  - Rückkehr
- Regentag, 1899, Strichätzung auf Papier, 26,5 × 36 cm, Privatsammlung Patrick Šimon[27]
- Das heilige Feuer, Tempera, 1900 Prager Kunstausstellung[28]
- Junge Frau und Alter Mann, 1902 Ausstellung des Vereines deutscher bildender Künstler in Böhmen[29]
- Alte Dachauerin, Aquatinta, Im Lebensturm, Lithografie, und Studie, Guasch, 1906 Ausstellung Acht Künstlerinnen und ihre Gäste[30]
- Meine Mutter, Radierung, 1910 Ausstellung VBKÖ[31]

## Ausstellungen (Auswahl)
- 1891: Internationale Kunstausstellung Berlin, Moabiter Glaspalast
- 1891, 1892, 1893, 1894, 1895, 1896: Wiener Künstlerhaus
- 1892: Internationale Kunstausstellung München, Glaspalast
- 1894: Kollektivausstellung im Kunstsalon Lichtenberg, Dresden
- 1896: Internationale Gemälde-Ausstellung Stuttgart, Museum der bildenden Künste
- 1901: Verein „Frauenfortschritt“, Kunstgewerbemuseum, Prag
- 1902: Verein deutscher bildender Künstler in Böhmen, Galerie Miethke, Wien
- 1910, 1911: Vereinigung bildender Künstlerinnen Österreichs, Wien
- 1901, 1902, 1906, 1912: Acht Künstlerinnen und ihre Gäste, Salon Pisko, Wien
- 1933: Hermine Laukota: Gedächtnisausstellung, Prag, veranstaltet vom Verein deutscher Malerinnen im Kunstverein für Böhmen
- 1935: Gedächtnis-Ausstellung Hermine Laukota Prag (1853–1931) und Mitglieder-Ausstellung, Verein deutscher Malerinnen, Prag[32]
- 2020: Hermína Laukotová: Evaporations, Veletržní palác, Nationalgalerie Prag